# Shiokawa Taketo
Taketo Shiokawa (sinh ngày 17 tháng 12 năm 1977) là một cầu thủ bóng đá người Nhật Bản.

## Sự nghiệp câu lạc bộ
Taketo Shiokawa đã từng chơi cho Montedio Yamagata, Oita Trinita, Kawasaki Frontale, Yokohama F. Marinos và Tokushima Vortis.